# Carlos Trucco
Carlos Leonel Trucco Medina (Córdoba, 8 agosto 1957) è un allenatore di calcio ed ex calciatore argentino naturalizzato boliviano, di ruolo portiere.

## Carriera

### Club
Nato e cresciuto sia biologicamente che calcisticamente in Argentina, nel 1989 si trasferisce nel campionato boliviano per giocare con i campioni nazionali del Bolivar.
È proprio in Bolivia che Trucco si conferma il miglior portiere a livello nazionale e, naturalizzato boliviano già dal primo anno, diventa il titolare inamovibile della propria nuova nazionale.

### Nazionale
Con la nazionale si qualifica ai Mondiali del 1994 dove gioca tutte le partite da titolare ma in tale competizione non appare affatto brillante, sia per demeriti propri che per la presenza nel girone di forti compagini europee come Germania e Spagna. Gioca anche altre competizioni per nazioni come la Copa América.

### Allenatore
Nel 1997 si ritira per intraprendere la carriera di allenatore, e dopo la mancata qualificazione ai Mondiali del 2002 la nazionale boliviana nel 2003 lo ingaggia come commissario tecnico.